# Amphipoea trimaculata
Amphipoea trimaculata là một loài bướm đêm trong họ Noctuidae.